# Podhranjen
Podhranjen (en cyrillique : Подхрањен) est un village de Bosnie-Herzégovine. Il est situé dans la municipalité de Goražde, dans le canton du Podrinje bosnien et dans la fédération de Bosnie-et-Herzégovine. Selon les premiers résultats du recensement bosnien de 2013, il compte 22 habitants.

## Démographie

### Évolution historique de la population
| 1948 | 1953 | 1961 | 1971 | 1981 | 1991 | 2013 |
| ---- | ---- | ---- | ---- | ---- | ---- | ---- |
| -    | -    | 84   | 62   | 36   | 25   | 22   |

|  |

### Communauté locale
En 1991, la communauté locale de Podhranjen comptait 376 habitants, répartis de la manière suivante :